# Paradise (пісня Coldplay)
Paradise - пісня британського альтернативного рок-гурту Coldplay. Вийшла 12 вересня як другий сингл зі студійного альбому Mylo Xyloto. Прем'єра відбулась на передачі The Chris Moyles Show на радіостанції BBC Radio 1, 12 вересня в 7:50.

## Видеокліп
Кліп вийшов у світ 19 жовтня. У кліпі музиканти одягнені в костюми слонів.

## Позиції в чартах
| Країна     | Найвища позиція |
| ---------- | --------------- |
| Австралія  | 42              |
| Австрія    | 30              |
| Ірландія   | 14              |
| Іспанія    | 5               |
| Італія     | 2               |
| Канада     | 13              |
| Нідерланди | 2               |
| Фінляндія  | 10              |
| Швейцарія  | 14              |